# Bertalan Bocskay
Bertalan Bocskay (Budapest, 2 marzo 2002) è un calciatore ungherese, centrocampista del Kecskemét.

## Carriera

### Club
Cresciuto nella scuola calcio Labdarúgó Akadémia di Budakeszi, nel 2014 viene tesserato dal Vasas, mentre nel 2017 entra a far parte del settore giovanile dell'Honvéd; il 18 agosto 2020 firma il suo primo contratto professionistico con il club ungherese ed il 17 settembre debutta in prima squadra in occasione del match dei preliminari di Europa League perso 2-0 contro il Malmö FF.
Nel luglio 2021 viene ceduto in prestito in Serbia al TSC Bačka Topola. Gioca una buona stagione, segnando l'unico gol in Coppa di Serbia contro lo Zlatibor. Al termine del campionato rientra all'Honved.
Dopo una prima stagione in cui si alterna tra prima e seconda squadra, nella stagione seguente diviene un giocatore a tutti gli effetti della prima squadra, trovando il suo primo gol il 28 agosto 2023 nella sconfitta contro l'Haladás. Al termine della stagione 2023-24 scaduto il contratto, rimane svincolato.

### Nazionale
Nel giugno 2022 viene convocato da Zoltán Gera ct dell'Under-21 debuttando contro i pari età della Lettonia fornendo l'assist dell'1-0 ad András Németh e venendo nella stessa partita ammonito.

## Statistiche
Statistiche aggiornate al 21 giugno 2024.
| Stagione         | Squadra          | Campionato       | Campionato | Campionato | Coppe nazionali | Coppe nazionali | Coppe nazionali | Coppe continentali | Coppe continentali | Coppe continentali | Altre coppe | Altre coppe | Altre coppe | Totale | Totale |
| Stagione         | Squadra          | Comp             | Pres       | Reti       | Comp            | Pres            | Reti            | Comp               | Pres               | Reti               | Comp        | Pres        | Reti        | Pres   | Reti   |
| ---------------- | ---------------- | ---------------- | ---------- | ---------- | --------------- | --------------- | --------------- | ------------------ | ------------------ | ------------------ | ----------- | ----------- | ----------- | ------ | ------ |
| 2020-2021        | Honvéd II        | NBIII            | 13         | 2          |                 | -               | -               |                    | -                  | -                  |             | -           | -           | 13     | 2      |
| 2020-2021        | Honvéd           | NBI              | 14         | 0          | MK              | 0               | 0               | UEL                | 1                  | 0                  |             | -           | -           | 15     | 0      |
| 2021-2022        | TSC Bačka Topola | SL               | 22         | 0          | CS              | 3               | 1               |                    | -                  | -                  |             | -           | -           | 25     | 1      |
| 2022-2023        | Honvéd II        | NBIII            | 4          | 1          |                 | -               | -               |                    | -                  | -                  |             | -           | -           | 4      | 1      |
| Totale Honvéd II | Totale Honvéd II | Totale Honvéd II | 17         | 3          |                 | -               | -               |                    | -                  | -                  |             | -           | -           | 17     | 3      |
| 2022-2023        | Honvéd           | NBI              | 19         | 0          | MK              | 2               | 0               |                    | -                  | -                  |             | -           | -           | 21     | 0      |
| 2022-2023        | Honvéd           | NBII             | 32         | 2          | MK              | 2               | 0               |                    | -                  | -                  |             | -           | -           | 34     | 2      |
| Totale Honvéd    | Totale Honvéd    | Totale Honvéd    | 65         | 2          |                 | 4               | 0               |                    | 1                  | 0                  |             | -           | -           | 70     | 2      |
| Totale carriera  | Totale carriera  | Totale carriera  | 104        | 5          |                 | 7               | 1               |                    | 1                  | 0                  |             | -           | -           | 112    | 6      |